# Adelowalkeria amazonica
Adelowalkeria amazonica är en fjärilsart som beskrevs av Rothschild 1907. Adelowalkeria amazonica ingår i släktet Adelowalkeria och familjen påfågelsspinnare. Inga underarter finns listade i Catalogue of Life.